# Giro d’Italia 2024/5. Etappe
Die 5. Etappe des Giro d’Italia 2024 fand am 8. Mai 2024 statt. Sie führte die 107. Austragung des italienischen Etappenrennens entlang der Ligurischen Küste in Richtung Süden. Der Start erfolgte in Genua, ehe das Ziel nach 179 Kilometern in Lucca erreicht wurde. Nach der Etappe hatten die Fahrer insgesamt 835 Kilometer zurückgelegt, was 25,17 % der Gesamtdistanz entspricht. Die Organisatoren der Rundfahrt bewerteten die Schwierigkeit der Etappe mit drei von fünf Sternen.
Den Etappensieg sicherte sich der Franzose Benjamin Thomas (Cofidis) aus einer Fluchtgruppe, die sich 78 Kilometer vor dem Ziel vom Hauptfeld absetzte. Tadej Pogačar verteidigte die Maglia Rosa.

## Streckenverlauf
Der neutralisierte Start erfolgte in Genua auf dem Piazza della Vittoria. Über die Via XX Settembre gelangten die Fahrer zum Piazza De Ferrari, ehe die Strecke vorbei am Casa di Cristoforo Colombo zur Fiera di Genova führte. Nun ging es entlang der Küste auf der Corso Italia in Richtung Osten, ehe das Rennen nach 7900 Metern auf der Via V Maggio nahe des Sturla Strand freigegeben wurde.
Nach dem offiziellen Start führte die Strecke auf der SS1 in Richtung Südosten und passierte dabei die Ortschaften von Bogliasco, Sori und Recco. Bei Ruta di Camogli erfolgte eine kurze, nicht-kategorisierte Steigung, ehe die Fahrer nach Rapallo und Chiavari die Küstennähe bei Sestri Levante verließen. Nun begann die SS1 für längere Zeit anzusteigen und führte auf den Passo del Bracco (610 m), der nach 63,1 Kilometern passiert wurde und als Bergwertung der 3. Kategorie klassifiziert worden war. Die anschließende Abfahrt führte entlang des Vara nach Ceparana, wo bei Kilometer 100,2 der erste Zwischensprint ausgefahren wurde. Nach Sarzana erfolgte in Luni bei Kilometer 119,8 der zweite Zwischensprint, ehe nach Massa in Camaiore 7,8 Kilometer vor dem Ziel der dritte Zwischensprint folgte. Die Gemeinde bildete zugleich den Ausgangspunkt der letzten Bergwertung, die in Montemagno (212 m) abgenommen wurde. Die Kuppe des Anstiegs der 4. Kategorie wurde 21,2 Kilometer vor dem Ziel überquert, ehe eine flache Abfahrt über San Martino in Freddana nach Lucca führte. Der Zielort wurde aus nördlicher Richtung über die SS1 erreicht. Über die Via Borgo Giannotti gelangten die Fahrer auf eine Ringstraße, die die Altstadt von Lucca umgibt. Auf dieser befand sich die Ziellinie unweit des Porta San Pietro. Rund 300 Meter vor dem Ziel wurde ein Kreisverkehr durchfahren.
|                            | Ort                           | Kilometer | Länge (km) | Höhe (m) | Ø Steigung | max. Steigung |
| -------------------------- | ----------------------------- | --------- | ---------- | -------- | ---------- | ------------- |
| neutralisierter Start      | Genua (Piazza della Vittoria) | −7,9      |            |          |            |               |
| offizieller Start          | Genua (Via V Maggio)          | 0         |            |          |            |               |
| Bergwertung (3. Kategorie) | Passo del Bracco              | 63,1      | 15,3       | 610      | 4 %        |               |
| Zwischensprint (S)         | Ceparana                      | 100,2     |            |          |            |               |
| Zwischensprint (I)         | Luni                          | 119,8     |            |          |            |               |
| Zwischensprint (S)         | Camaiore                      | 151,2     |            |          |            |               |
| Bergwertung (4. Kategorie) | Montemagno                    | 157,8     | 3          | 212      | 4,3 %      |               |
| Ziel                       | Lucca                         | 178       |            |          |            |               |

## Rennverlauf
Unmittelbar nachdem das Rennen freigegeben worden war, kam es zu den ersten Angriffen. Zunächst setzten sich mit Mattia Bais (Polti Kometa), Lewis Askey (Groupama-FDJ) und Ewen Costiou (Arkéa-B&B Hotels) drei Fahrer ab, ehe sich auch Simon Geschke (Cofidis) und Manuele Tarozzi (VF Group-Bardiani CSF-Faizanè) erfolgreich vom Peloton lösten. Nach rund 10 Kilometern schlossen sich die beiden Ausreißergruppen zusammen, während sich Ewen Costiou vom Hauptfeld einholen ließ. Die Spitzengruppe konnte im Anschluss nur einen geringen Vorsprung von rund einer Minute herausfahren, da die Alpecin-Deceuninck Mannschaft um Kaden Groves das Tempo auf den ersten hügeligen Kilometern hochhielt. Bereits am Fuß des 15 Kilometer langen Passo del Bracco fiel mit Fabio Jakobsen (dsm-firmenich PostNL) der erste Sprinter zurück, während sich das Hauptfeld in die Länge zog. Vier Kilometer vor der Bergwertung konnten auch Tim Merlier (Soudal Quick-Step) und Fernando Gaviria (Movistar) dem Peloton nicht mehr folgen, wobei beide in der nachfolgenden Abfahrt dank ihrer Teamkollegen den Kontakt wieder herstellen konnten. Auf dem Passo del Bracco sicherte sich Simon Geschke vor Mattia Bais, Lewis Askey und Manuele Tarozzi die meisten Punkte im Kampf um die Bergwertung. Kurz darauf wurde die Spitzengruppe eingeholt, ehe das Tempo rund 100 Kilometer vor dem Ziel abfiel. Die schnelle Anfangsphase hatte jedoch die Aufgabe von Adrien Petit (Intermarché-Wanty) zur Folge.
Nachdem auch Fabio Jakobsen wieder zum Hauptfeld aufschloss, wurde in Ceparana der erste Zwischensprint ausgefahren. Hier setzte sich Kaden Groves vor Olav Kooij (Visma-Lease a Bike) und Jonathan Milan (Lidl-Trek) durch. Kurz vor der Abnahme stürzte der Europameister Christophe Laporte (Visma-Lease a Bike), konnte das Rennen jedoch fortsetzen. Nach dem Zwischensprint setzten sich mit Enzo Paleni (Groupama-FDJ), Michael Valgren (EF Education-EasyPost), Benjamin Thomas (Cofidis) und Andrea Pietrobon (Polti Kometa) vier Fahrer vom Peloton ab. Beim zweiten Zwischensprint, dem Intergiro Sprint, sicherte sich Andrea Pietrobon die meisten Punkte und Zeitbonifikationen, während Kaden Groves als Fünfter die meisten Punkte im Hauptfeld holte.
Beim letzten Zwischensprint am Fuße der Schlusssteigung von Montemagno betrug der Vorsprung der vier Ausreißer rund eine Minute. Benjamin Thomas sicherte sich vor Michael Valgren und Enzo Paleni die meisten Zeitbonifikationen. Im Hauptfeld kam es rund 25 Kilometer vor dem Ziel zu einem Sturz, in den auch Tobias Foss (Ineos Grenadiers), Attila Valter (Visma-Lease a Bike) und Michael Woods (Israel-Premier Tech) involviert waren. Michael Valgren führte die Ausreißergruppe über die Bergwertung, ehe die letzten 20 Kilometer in Angriff genommen wurde. 10 Kilometer vor dem Ziel betrug der Vorsprung der Ausreißer immer noch 45 Sekunden. Auf den letzten 1000 Metern griff Andrea Pietrobon in der Ausreißergruppe an und konnte eine kleine Lücke herausfahren. Der Italiener wurde jedoch auf den letzten Metern von seinen Begleitern gestellt und belegte hinter Benjamin Thomas und Michael Valgren den dritten Rang. Jonathan Milan führte das Hauptfeld als Fünfter über den Zielstrich. Sein Rückstand betrug schlussendlich elf Sekunden.
Tadej Pogačar (UAE Team Emirates) verteidigte das Rosa Trikot und lag weiterhin 46 Sekunden vor Geraint Thomas (Ineos Grenadiers) und 47 Sekunden vor Daniel Felipe Martínez (Bora-hansgrohe). Cian Uijtdebroeks behielt als Gesamtvierter das Weiße Trikot des besten Nachwuchsfahrers mit 55 Sekunden Rückstand. Jonathan Milan und Tadej Pogačar führten weiterhin in der Punktewertung bzw. Bergwertung. In der Mannschaftswertung blieben die Ineos Grenadiers an der ersten Position. Nach dem Ausscheiden von Adrien Petit verbleiben 169 Fahrer im Rennen.

## Ergebnis
| \| Etappenergebnis \| Etappenergebnis \| Etappenergebnis \| Etappenergebnis \| Etappenergebnis \| \| Fahrer \| Fahrer \| Land \| Team \| Zeit \| \| --------------- \| ---------------- \| --------------- \| -------------------------- \| --------------- \| \| 1. \| Benjamin Thomas \| Frankreich \| Cofidis \| 3 h 59 min 59 s \| \| 2. \| Michael Valgren \| Dänemark \| EF Education-EasyPost \| + 0 s \| \| 3. \| Andrea Pietrobon \| Italien \| Team Polti Kometa \| + 0 s \| \| 4. \| Enzo Paleni \| Frankreich \| Groupama-FDJ \| + 3 s \| \| 5. \| Jonathan Milan \| Italien \| Lidl-Trek \| + 11 s \| \| 6. \| Caleb Ewan \| Australien \| Team Jayco AlUla \| + 11 s \| \| 7. \| Phil Bauhaus \| Deutschland \| Bahrain Victorious \| + 11 s \| \| 8. \| Tim Merlier \| Belgien \| Soudal Quick-Step \| + 11 s \| \| 9. \| Olav Kooij \| Niederlande \| Team Visma \\| Lease a Bike \| + 11 s \| \| 10. \| Madis Mihkels \| Estland \| Intermarché-Wanty \| + 11 s \| |                  |             |                            |                 |
| |                  |             |                            |                 |
| Quellen: ProCyclingStats Cycling Quotient |                  |             |                            |                 |
| Etappenergebnis |                  |             |                            |                 |
| Fahrer | Fahrer           | Land        | Team                       | Zeit            |
| 1. | Benjamin Thomas  | Frankreich  | Cofidis                    | 3 h 59 min 59 s |
| 2. | Michael Valgren  | Dänemark    | EF Education-EasyPost      | + 0 s           |
| 3. | Andrea Pietrobon | Italien     | Team Polti Kometa          | + 0 s           |
| 4. | Enzo Paleni      | Frankreich  | Groupama-FDJ               | + 3 s           |
| 5. | Jonathan Milan   | Italien     | Lidl-Trek                  | + 11 s          |
| 6. | Caleb Ewan       | Australien  | Team Jayco AlUla           | + 11 s          |
| 7. | Phil Bauhaus     | Deutschland | Bahrain Victorious         | + 11 s          |
| 8. | Tim Merlier      | Belgien     | Soudal Quick-Step          | + 11 s          |
| 9. | Olav Kooij       | Niederlande | Team Visma \| Lease a Bike | + 11 s          |
| 10. | Madis Mihkels    | Estland     | Intermarché-Wanty          | + 11 s          |

## Gesamtstände
| \| Gesamtwertung \| Gesamtwertung \| Gesamtwertung \| Gesamtwertung \| Gesamtwertung \| \| Fahrer \| Fahrer \| Land \| Team \| Zeit \| \| ------------- \| ---------------------- \| ---------------------- \| -------------------------- \| ---------------- \| \| 1. \| Tadej Pogačar \| Slowenien \| UAE Team Emirates \| 19 h 19 min 15 s \| \| 2. \| Geraint Thomas \| Vereinigtes Königreich \| Ineos Grenadiers \| + 46 s \| \| 3. \| Daniel Felipe Martínez \| Kolumbien \| Bora-Hansgrohe \| + 47 s \| \| 4. \| Cian Uijtdebroeks \| Belgien \| Team Visma \\| Lease a Bike \| + 55 s \| \| 5. \| Einer Rubio \| Kolumbien \| Movistar Team \| + 56 s \| \| 6. \| Lorenzo Fortunato \| Italien \| Astana Qazaqstan Team \| + 1 min 07 s \| \| 7. \| Juan Pedro López \| Spanien \| Lidl-Trek \| + 1 min 11 s \| \| 8. \| Jan Hirt \| Tschechien \| Soudal Quick-Step \| + 1 min 13 s \| \| 9. \| Alexei Luzenko \| Kasachstan \| Astana Qazaqstan Team \| + 1 min 26 s \| \| 10. \| Esteban Chaves \| Kolumbien \| EF Education-EasyPost \| + 1 min 26 s \| |                        |                        |                            |                  |
| |                        |                        |                            |                  |
| Quellen: ProCyclingStats Cycling Quotient |                        |                        |                            |                  |
| Gesamtwertung |                        |                        |                            |                  |
| Fahrer | Fahrer                 | Land                   | Team                       | Zeit             |
| 1. | Tadej Pogačar          | Slowenien              | UAE Team Emirates          | 19 h 19 min 15 s |
| 2. | Geraint Thomas         | Vereinigtes Königreich | Ineos Grenadiers           | + 46 s           |
| 3. | Daniel Felipe Martínez | Kolumbien              | Bora-Hansgrohe             | + 47 s           |
| 4. | Cian Uijtdebroeks      | Belgien                | Team Visma \| Lease a Bike | + 55 s           |
| 5. | Einer Rubio            | Kolumbien              | Movistar Team              | + 56 s           |
| 6. | Lorenzo Fortunato      | Italien                | Astana Qazaqstan Team      | + 1 min 07 s     |
| 7. | Juan Pedro López       | Spanien                | Lidl-Trek                  | + 1 min 11 s     |
| 8. | Jan Hirt               | Tschechien             | Soudal Quick-Step          | + 1 min 13 s     |
| 9. | Alexei Luzenko         | Kasachstan             | Astana Qazaqstan Team      | + 1 min 26 s     |
| 10. | Esteban Chaves         | Kolumbien              | EF Education-EasyPost      | + 1 min 26 s     |

| Punktewertung | Punktewertung    | Punktewertung | Punktewertung                 | Punktewertung |
| Fahrer        | Fahrer           | Land          | Team                          | Punkte        |
| ------------- | ---------------- | ------------- | ----------------------------- | ------------- |
| 1.            | Jonathan Milan   | Italien       | Lidl-Trek                     | 134 P.        |
| 2.            | Tim Merlier      | Belgien       | Soudal Quick-Step             | 89 P.         |
| 3.            | Kaden Groves     | Australien    | Alpecin-Deceuninck            | 80 P.         |
| 4.            | Olav Kooij       | Niederlande   | Team Visma \| Lease a Bike    | 61 P.         |
| 5.            | Benjamin Thomas  | Frankreich    | Cofidis                       | 56 P.         |
| 6.            | Andrea Pietrobon | Italien       | Team Polti Kometa             | 48 P.         |
| 7.            | Filippo Fiorelli | Italien       | VF Group-Bardiani CSF-Faizanè | 42 P.         |
| 8.            | Michael Valgren  | Dänemark      | EF Education-EasyPost         | 40 P.         |
| 9.            | Phil Bauhaus     | Deutschland   | Bahrain Victorious            | 37 P.         |
| 10.           | Lilian Calmejane | Frankreich    | Intermarché-Wanty             | 34 P.         |

| Bergwertung | Bergwertung             | Bergwertung            | Bergwertung                   | Bergwertung |
| Fahrer      | Fahrer                  | Land                   | Team                          | Punkte      |
| ----------- | ----------------------- | ---------------------- | ----------------------------- | ----------- |
| 1.          | Tadej Pogačar           | Slowenien              | UAE Team Emirates             | 51 P.       |
| 2.          | Lilian Calmejane        | Frankreich             | Intermarché-Wanty             | 32 P.       |
| 3.          | Daniel Felipe Martínez  | Kolumbien              | Bora-Hansgrohe                | 26 P.       |
| 4.          | Andrea Piccolo          | Italien                | EF Education-EasyPost         | 18 P.       |
| 5.          | Geraint Thomas          | Vereinigtes Königreich | Ineos Grenadiers              | 16 P.       |
| 6.          | Amanuel Ghebreigzabhier | Eritrea                | Lidl-Trek                     | 11 P.       |
| 7.          | Simon Geschke           | Deutschland            | Cofidis                       | 9 P.        |
| 8.          | Lorenzo Fortunato       | Italien                | Astana Qazaqstan Team         | 9 P.        |
| 9.          | Giulio Pellizzari       | Italien                | VF Group-Bardiani CSF-Faizanè | 8 P.        |
| 10.         | Filippo Fiorelli        | Italien                | VF Group-Bardiani CSF-Faizanè | 7 P.        |

| Nachwuchswertung | Nachwuchswertung  | Nachwuchswertung | Nachwuchswertung           | Nachwuchswertung |
| Fahrer           | Fahrer            | Land             | Team                       | Zeit             |
| ---------------- | ----------------- | ---------------- | -------------------------- | ---------------- |
| 1.               | Cian Uijtdebroeks | Belgien          | Team Visma \| Lease a Bike | 1 h 50 min 10 s  |
| 2.               | Alex Baudin       | Frankreich       | Decathlon-AG2R La Mondiale | + 45 s           |
| 3.               | Mauri Vansevenant | Belgien          | Soudal Quick-Step          | + 49 s           |
| 4.               | Filippo Zana      | Italien          | Team Jayco AlUla           | + 1 min 12 s     |
| 5.               | Lucas Plapp       | Australien       | Team Jayco AlUla           | + 1 min 38 s     |
| 6.               | Georg Steinhauser | Deutschland      | EF Education-EasyPost      | + 1 min 54 s     |
| 7.               | Antonio Tiberi    | Italien          | Bahrain Victorious         | + 1 min 55 s     |
| 8.               | Davide Piganzoli  | Italien          | Team Polti Kometa          | + 2 min 11 s     |
| 9.               | Florian Lipowitz  | Deutschland      | Bora-Hansgrohe             | + 3 min 13 s     |
| 10.              | Thymen Arensman   | Niederlande      | Ineos Grenadiers           | + 3 min 14 s     |

| Mannschaftswertung | Mannschaftswertung            | Mannschaftswertung     | Mannschaftswertung |
| Team               | Team                          | Land                   | Zeit               |
| ------------------ | ----------------------------- | ---------------------- | ------------------ |
| 1.                 | Ineos Grenadiers              | Vereinigtes Königreich | 58 h 02 min 47 s   |
| 2.                 | Astana Qazaqstan Team         | Kasachstan             | + 14 s             |
| 3.                 | Bora-Hansgrohe                | Deutschland            | + 55 s             |
| 4.                 | Decathlon-AG2R La Mondiale    | Frankreich             | + 1 min 04 s       |
| 5.                 | VF Group-Bardiani CSF-Faizané | Italien                | + 3 min 51 s       |
| 6.                 | EF Education-EasyPost         | Vereinigte Staaten     | + 4 min 49 s       |
| 7.                 | Team Jayco AlUla              | Australien             | + 5 min 42 s       |
| 8.                 | Soudal Quick-Step             | Belgien                | + 5 min 45 s       |
| 9.                 | Team Visma \| Lease a Bike    | Niederlande            | + 6 min 03 s       |
| 10.                | Movistar Team                 | Spanien                | + 10 min 30 s      |

## Ausgeschiedenen Fahrer
- Adrien Petit (Intermarché-Wanty): gab die Etappe krankheitsbedingt auf[4]